# Ernst Frankenstein
Ernst Frankenstein (geboren 31. Mai 1881 in Dortmund; gestorben 28. Oktober 1959 in London) war ein deutscher Rechtsgelehrter und Rechtsanwalt. Er leistete wesentliche Beiträge zum Internationalen Privatrecht. Ferner war er Anhänger der zionistischen Bewegung.

## Leben
Frankenstein wurde 1881 geboren. Er studierte Rechtswissenschaften. Seit 1908 war er Rechtsanwalt in Berlin. Nach einem Studienaufenthalt in Italien 1911 war er auch Rechtsbeistand der italienischen Botschaft. Seit 1922 war Frankenstein auch als Notar tätig. 1930 hielt er Vorlesungen an der Haager Akademie für Völkerrecht, ab Ende September 1931 war er für ein gutes Jahr in Paris. Als er 1933 als Notar entlassen wurde, emigrierte er mit seiner Familie im August 1933 nach Paris. Sein Wohnhaus sowie die Einrichtung des Hauses und des Büros musste er zu Schleuderpreisen verkaufen. 1936 floh Frankenstein weiter nach England, wo er als Rechtsanwalt tätig war. 1939 wurde er aus dem Deutschen Reich ausgebürgert, seit 1947 war er britischer Staatsbürger. Er starb 1959 in London.

## Werk

### Wissenschaftliche Werke

#### Internationales Privatrecht (Grenzrecht) (1926–1935)
Von 1926 bis 1935 veröffentlichte Frankenstein in vier Bänden sein Werk Internationales Privatrecht. Es wurde wegen seiner eigenwilligen, neuen Argumentationsweise zunächst scharf kritisiert. Anstelle rein praktischer Erwägungen baute Frankensteins Werk auf der Linguistik Fritz Mauthners und der ethnologischen Psychologie Wilhelm Wundts auf. Als primäre Anknüpfungsmomente gelten ihm die lex patriae bei Personen und die lex rei sitae bei Sachen. Diese können durch sekundäre Anknüpfungsfaktoren und Pseudo-Anknüpfungsfaktoren ersetzt werden. Das Rechtssystem eines Staates hat für ihn als Teil seiner kulturellen, politischen und sprachlichen Tradition grundsätzlich nur gegenüber seinen eigenen Staatsangehörigen Geltung; hiermit steht er von Savignys Konzept des Volksgeistes nahe. Das internationale Privatrecht ist für ihn kein Teilgebiet des Völkerrechts.

#### Vorlesungen inDen Haag(1930)
1930 hielt Frankenstein an der Haager Akademie für Internationales Recht eine Vorlesungsreihe über Tendances nouvelles du doirt international privé (Neue Entwicklungen im Internationalen Privatrecht) und stellte sein Konzept der primären und sekundären Anknüpfung vor. Unter den Zuhörern war auch Tullio Ascarelli.

#### Projet d’un code européen de droit international privé (1950)
Ab 1939 arbeitete Frankenstein an einem europäischen Gesetzbuch für das internationale Privatrecht. Es war nach dem Zweiten Weltkrieg das erste Projekt einer einheitlichen europäischen Fassung des Kollisionsrechts. Es zeichnet sich durch seine klare Struktur und den umfassenden Anwendungsbereich aus. Die Betonung der Staatsangehörigkeit gab er auf und stellt nunmehr stärker auf das domicile als Anknüpfungsfaktor ab.

### Politische Werke
In Justice for my People. The Jewish Case (1943) trat Frankenstein für die Gründung eines Staates Israel ein und erörterte Lösungsvorschläge zu Konflikten mit Palästinensern und Arabern. 1946 bekräftigte er diese „als Jude und als Zionist“ (“as a Jew and as a Zionist”) in einem offenen Brief an Ernest Bevin. Nach Gründung des israelischen Staates zog er dennoch nicht nach Israel. Seine Tochter und sein Schwiegersohn stifteten das Ernst Frankenstein-Stipendium (Ernst Frankenstein grant), mit dessen Hilfe jährlich ein israelischer Student die Haager Akademie für Internationales Recht besuchen kann.

## Privatleben
Frankenstein war verheiratet mit Ilse, geborene Neustadt. Das Ehepaar lebte vor der Emigration zuletzt in der Goebenstraße 51 in Berlin-Dahlem.

## Schriften (Auswahl)
- Internationales Privatrecht (Grenzrecht), IV Bände (1926–1935) – Neudruck 1974.
- Justice for my People. The Jewish Case (1943).
- Future of Man (1944). (Unter dem Pseudonym Frank E. Warner).
- Palestine in the Light of International Law (1946).
- Projet d’un code européen de droit international privé (1950).